# 1105
1105 (MCV) je bilo navadno leto, ki se je po julijanskem koledarju začelo na nedeljo.

## Dogodki

### Evropa
- Rimsko-nemški Henrik IV. podeli procesarskemu lombardijskemu mestu Pavia status neodvisne komune.
- 18. november - Za novega protipapeža je nastavljen Silvester IV..[1] Papež Pashal II. se mora pred nemško cesarsko vojsko umakniti na rečni otok Tiberino. Ker dosežejo svoj cilj, že naslednjega dne Nemci in protipapež zapustijo mesto.
- Henrik V., sicer nominalni nemški kralj, drugače pa sin rimsko-nemškega izobčenega cesarja Henrika IV., se upre očetu in prestopi na papeško stran. Podprejo ga številni nemški propapeški škofje, ki so nezadovoljni s cesarjem, ker je mestom podeljeval, po njihovem mnenju, pretirane svoboščine.↓
- december → Proti koncu leta uspe Henriku V. ujeti očeta-cesarja Henrika IV. in ga zapreti.
- 31. december - Sklicana je sinoda, na kateri že sedmič (!) in še zadnjič izobčijo rimsko-nemškega cesarja Henrika IV., ki ga hkrati prisilijo, da se odpove prestolu v korist sina Henrika V.
- Po smrti grofa Simona Sicilskega, ki je umrl še mladoleten, postane nov grof Sicilije njegov mlajši brat Roger II. Sicilski. Ker je prav tako mladoleten, regentstvo izvršuje njegova mati Adelasija del Vasto.
- Umrlega švedskega kralja Inge Starega nasledi njegov nečak Filip, o katerem pa kljub najmanj deset letnemu vladanju ni kaj znano.
- Angleški kralj Henrik I. si poskusi podrediti normanskega vojvodo in starejšega brata Roberta Curthosa. Osvoji mesti Bayeux in Caen, vendar se, ker mu v Angliji nadškof Anzelm Canterburyjski grozi z izobčenjem, predčasno vrne v Anglijo. 1106 ↔
- Rekonkvista: Kraljevina Aragon zavzame mavrski Tauste.↓
- → Urgellski grof Ermengol VI. zavzame mavrsko mesto Balaguer.

### Bližnji vzhod
- Almoravidski sultan Jusuf ibn Tašfin napoti protikrižarsko ekspedicijsko floto sedemdesetih ladij, ki bi se vključila v boj v Sveti deželi. Flota se nekje med potjo izgubi, verjetno v viharju.
- Med obleganjem Tripolisa umre Rajmond IV. Touluški, grof Toulousa, vojvoda Narbone, mejni grof Provanse in nominalni grof Tripolisa. Hkrati je eden od voditeljev prvega križarskega pohoda. Njegove plemiške nazive in posesti podeduje dveletni in najmlajši sin Alfonz Jordan, za regenta pa je izmed Rajmondovih zaupnikov izbran Vilijem-Jordan, grof katalonske pokrajine Berge. Viljem Jordan tudi nadaljuje z obleganjem Tripolisa. Francoske posesti dejansko prevzame najstarejši Rajmondov sin Bertrand Touluški.
- Tretja bitka pri Ramli: taktična zmaga križarjev, ki pod vodstvom jeruzalemskega kralja Baldvina I. premagajo združeni vojski egipčanskih Fatimidov in Seldžukov iz Damaska. Politično ostane vse neodločeno in Fatimidi nadaljujejo z rednimi letnimi plenilskimi vpadi v Jeruzalemsko kraljevino, ne da bi se spuščali v odprt boj.
- Barkijaruka, seldžuškega (nominalnega) vrhovnega sultana nasledi njegov sin Malik Šah II.. Še istega leta ga odstrani stric Mehmed I. Tapar.
- Bitka pri Artahu: antiohijski regent Tankred premaga alepskega emirja Ridvana in ponovno razširi meje antiohijske kneževine proti vzhodu.

### Daljni vzhod
- 10. november - Umrlega  korejskega kralja dinastije Gorjeo Sukdžonga nasledi nasjtarejši sin Jedžong.
- Korejska dinastija Goryeo si priključi otok Džedžu, ki se nahaja na sredini Korejskega preliva. Po ukinitvi kraljevine Tamna guk, ki je do okupacije Korejcev izvrševala oblast na temu otoku, staroselski prebivalci ohranijo velik delež avtonomije pod lokalnimi vladarji.

## Rojstva
- 1. marec - Alfonz VII., kastiljski kralj († 1157)

Neznan datum
- Adam Parvipontan, angleški logik in filozof († 1181)
- papež Aleksander III. († 1181)
- Herman III., mejni grof Badna, Verone († 1160)
- Mahmud II., seldžuški sultan († 1131)
- Matilda Boulognjska, angleška kraljica, žena kralja Štefana Angleškega († 1152)
- Melisenda Jeruzalemska, kraljica, hči Baldvina II. Jeruzalemskega († 1161)
- Vladislav II. Izgnanec, vojvoda Šlezije in veliki vojvoda Poljske († 1159)

## Smrti
- 14. marec - Judita Švabska, ogrska kraljica in poljska vojvodinja  (* 1054)
- 13. julij - Raši, francoski rabin (* 1040)
- 10. november - Sukdžong, 15. korejski kralj dinastije Gorjeo (* 1054)

Neznan datum
- Huang Tingjian, kitajski učenjak (* 1045)
- Inge Stari, švedski kralj
- Mahmud al-Kašgari, turški učenjak in lingvist (* 1008)
- Rajmond IV. Touluški,  grof Toulousa, eden od voditeljev prvega križarskega pohoda (* 1041)
- Simon Sicilski, grof (* 1093)